# Marco Wölfli
Marco Wölfli (Grenchen, 22 de agosto de 1982) es un exfutbolista suizo que jugaba de portero.

## Trayectoria
Comenzó su carrera en la temporada 1997-98 con Fulgor Grenchen. La siguiente temporada jugó en el FC Solothurn y ya en la temporada 1999-2000 el entonces jugador de 17 años se trasladó al BSC Young Boys. Debutó con el equipo de Berna en la Challenge League en la temporada 1999-2000. Dos años después fue transferido al FC Thun, tras tener pocas oportunidades en el primer equipo. Con el FC Thun, logró ascender a la Superliga de Suiza. Volvió a Young Boys en verano de 2003 y se asentó en el equipo titular. Luego del retiro del veterano delantero Thomas Häberli, Wölfli fue nombrado capitán del club por Vladimir Petković para la temporada 2009-10. En noviembre de 2010 extendió su contrato hasta el 30 de junio de 2015. El 28 de abril de 2018 detuvo un penal de Valerian Gvilia en el partido en casa contra el FC Lucerna con un marcador de 1-1 en el minuto 76. En el minuto 89, Jean-Pierre Nsamé marcó el gol de la victoria por 2-1, asegurando así el primer título del campeonato suizo en 32 años.
En febrero de 2020 anunció su retirada al finalizar la temporada.

## Selección nacional
Jugó en 24 ocasiones para la selección de fútbol sub-21 de Suiza. Debutó con la selección absoluta el 19 de noviembre de 2008 en un amistoso ante Finlandia. Hasta el 29 de febrero de 2012 lleva disputados 11 encuentros internacionales. Fue convocado al equipo que disputó la Copa Mundial de Fútbol de 2010 como segundo arquero, por detrás de Diego Benaglio. 

### Participaciones en Copas del Mundo
| Mundial                        | Sede      | Resultado    | Partidos | Goles |
| ------------------------------ | --------- | ------------ | -------- | ----- |
| Copa Mundial de Fútbol de 2010 | Sudáfrica | Primera fase | 0        | 0     |

## Clubes
| Club                | País  | Año       |
| ------------------- | ----- | --------- |
| B. S. C. Young Boys | Suiza | 2000-2020 |
| F. C. Thun (cedido) | Suiza | 2002-2003 |

## Palmarés

### Títulos nacionales
| Título             | Club                | País  | Año  |
| ------------------ | ------------------- | ----- | ---- |
| Superliga de Suiza | B. S. C. Young Boys | Suiza | 2018 |
| Superliga de Suiza | B. S. C. Young Boys | Suiza | 2019 |
| Superliga de Suiza | B. S. C. Young Boys | Suiza | 2020 |
| Copa de Suiza      | B. S. C. Young Boys | Suiza | 2020 |